# La Raulito (película)
La Raulito es una película argentina dramática de 1975, dirigida por el director chileno Lautaro Murúa y protagonizada por Marilina Ross. Los actores Duilio Marzio,Fernanda Mistral, María Vaner y la niña Juanita Lara forman parte del elenco principal. Fue estrenada el 10 de julio de 1975, en Buenos Aires.
A partir de un proyecto personal de Marilina Ros, José María Paolantonio, Juan Carlos Gené y Martha Mercader, escribieron el guion basado en la historia real de María Esther Duffau más conocida como "La Raulito", una simpatizante, célebre y fanática del Club Atlético Boca Juniors, quien estuvo en un reformatorio, luego en la cárcel y también en un manicomio.
En 1970 el grupo Gente de Teatro, dirigido por David Stivel, representó el caso de La Raulito, en la serie televisiva Cosa juzgada. Interpretado por Marilina Ros, la joven actriz se sintió identificada y tomó la posibilidad de hacer una película como un proyecto personal.
La Raulito fue una de las películas argentinas más exitosas de la década de 1970. También tuvo un importante éxito en otros países, principalmente en España. Para muchos de los actores, el hecho de haber pertenecido al elenco de la película significó una decisiva carta de presentación para obtener empleo en España. Se filmó una secuela, también dirigida por Murúa y protagonizada por Ross, titulada La Raulito en libertad y estrenada en 1977.
En un relevamiento de las 100 mejores películas del cine argentino realizado por el Museo del Cine Pablo Ducrós Hicken en el año 2000, la película alcanzó el puesto 18.

## Sinopsis
Narra la historia verídica de "La Raulito", una mujer con una apariencia masculina y un pasado que le pesa a sus espaldas. Ella adopta la identidad de varón para poder sobrevivir. Su afición por el club de fútbol Boca Juniors la llevará a romper sistemáticamente escaparates de tiendas céntricas de la capital argentina, para robar camisetas del equipo, entre otros objetos de ínfimo valor.
Seguir sus impulsos naturales la conducirán a un destino incierto de desamparo y persecución constante, hasta acabar en diversos procesos judiciales.
El film toma un momento de su vida, ya adolescente, deambulando entre el reformatorio para delincuentes juveniles, la cárcel y el hospital neuropsiquiátrico. Raulito escapa y encuentra refugio y trabajo como «canillita» de un diariero de la estación Constitución (Luis Politti). También conoce a una niña de la calle, Medio Pollo (Juanita Lara), que se vuelve su mejor amiga. Juntas, ambas terminan escapando a Mar del Plata con el propósito de seguir huyendo de las autoridades. 

## Reparto
- Marilina Ross como La Raulito.
- Duilio Marzio como el Doctor.
- Luis Politti como el diariero.
- María Vaner como Celia, la prostituta.
- Juanita Lara como Medio Pollo.
- Fernanda Mistral como la mujer del doctor
- Ana María Picchio como Vara, la prostituta.
- Jorge Horacio Martínez como el juez.
- Jorge Martínez como el Doctor.
- Virginia Lago.
- Adriana Aizemberg.
- Anita Larronde.
- Mario Luciani.
- Zulema Katz.
- Mónica Escudero.
- María de la Paz.
- Nelly Tesolín.
- Cristina Banegas.
- Irene Morack.
- Pablo Cedrón.
- Blanquita Silván.
- Silvia Corica.
- Carlos Lasarte.
- Roberto Carnaghi.
- Ana María Arias.
- Martín Andrade.
- Sergio Hernández.

## Antecedente histórico
La Raulito nació el 26 de julio de 1933 en Buenos Aires y murió a la edad de 74 años el 30 de abril de 2008, el mismo día en que Boca Juniors jugó un partido de la Copa Libertadores contra el club brasileño Cruzeiro Esporte Clube, con los jugadores y aficionados observando un minuto de silencio en su recuerdo.

## Secuela
En España se filmó una segunda parte de la película, La Raulito en libertad, con la actuación de Charo López y guion de Eduardo Barreiros y Eduardo Mignogna, aunque nunca alcanzó el éxito de la precuela argentina.

## Recepción

### Crítica
Manuel Alcalá en su libro Cine para leer (1976) opina del siguiente modo sobre la actuación de Marilina Ross en La Raulito:

Marilina Ross logra encarnar con tal acierto el prototipo, que desborda literalmente todo el resto del film. La gran actriz ha sabido encarnar magistralmente en su mímica y su lenguaje, su vitalidad y su soltura, a una Raulito adolescente, retrasada en su desarrollo corporal por su pasado mal nutrido, pero al mismo tiempo lúcida en sus intuiciones y en su picardía, al luchar por su dignidad humana… Es raro hoy día que el público normal subraye espontáneamente con una ovación cerrada la proyección de una película cualquiera, un día cualquiera en un cine cualquiera. Esto precisamente ocurre con ‘La Raulito’ en sesiones, por lo demás, abarrotadas.

### Premios
- Premios ACE (Nueva York) (1979): Mejor film
- Premios Fotogramas de Plata: Mejor intérprete de cine extranjero (Marilina Ross)